# Przebój
Przebój, szlagier lub hit – popularny w określonym czasie utwór muzyczny lub piosenka. Określenie zazwyczaj odnosi się do muzyki rozrywkowej, lecz często znaczenie jego rozciąga się na muzykę poważną oraz na inne dziedziny sztuki, mówiąc na przykład o „przeboju filmowym” lub „kinowym”. Przebój muzyczny zwykle charakteryzuje się łatwo wpadającą w ucho melodią i jest wielokrotnie emitowany przez stacje radiowe, oraz osiąga wysoką sprzedaż. Choć istnieją ponadczasowe przeboje, których popularność zdaje się nie przemijać, to zasadniczo mamy tu do czynienia ze zjawiskiem okresowym.
Popularność przebojów zwykle z czasem przemija, a one same idą w zapomnienie. Wtedy utwór może pojawić się na rynku w nowym wykonaniu i aranżacji, co nazywamy coverem. Przeboje z minionych lat często wydawane są na składankowych albumach, obejmujących określone przedziały czasowe, np. „przeboje lat siedemdziesiątych”. Zwykle takie wydawnictwa definiują styl muzyczny danego okresu.
Neologizm „przebój” do języka polskiego, jako zamiennik germanizmu „szlagier”, wprowadził Andrzej Włast.
Odpowiednikiem przeboju na rynku księgarskim jest bestseller.